# Вербовка (приток Прони)
Ве́рбовка (бел. Ве́рбаўка) — река в Могилевской области Белоруссии, левый приток реки Проня (бассейн Днепра). Длина 27 км, площадь водосбора 159 км². Средний уклон водной поверхности 2,7 ‰
Река начинается южнее деревни Тёмный Лес в Дрибинском районе. В среднем течении река образует границу Дрибинского и Чаусского районов, затем течёт по Чаусскому району. Генеральное направление течения — юг, в низовьях — юго-запад. В среднем и нижнем течении на протяжении 15,2 км русло канализировано.
Притоки: ручей Горловский, Бобровка (слева); Черноречка (справа).
Крупнейший населённый пункт на реке — агрогородок Рясно. Помимо него река протекает деревни Гололобовка, Верба, Шаблавы, Толкачи, Немерка, Заходы, Дубровка, Кричеватка, Вербовка. В трёх километрах ниже последней впадает в Проню.